# Rehungen
Rehungen este o comună din landul Turingia, Germania.